# Ruslan Nigmatullin
Ruslan Karimovič Nigmatullin (in russo Руслан Каримович Нигматуллин?; Kazan', 7 ottobre 1974) è un ex calciatore e disc jockey russo.

## Carriera

### Club
Eletto miglior giocatore russo per diversi anni, in Italia non ha trovato molto spazio con le maglie di Verona e Salernitana.
È stato coinvolto nello scandalo del calcio italiano del 2006. Il portiere ha dichiarato, ai giudici della procura di Roma, di aver ricevuto pressioni affinché firmasse la sua procura in favore della Gea World.
Nel 2008 ritorna al calcio giocato, trovando ingaggio nella seconda divisione Russa nello SKA Rostov-sul-Don, contribuendo in maniera fondamentale alla salvezza della seconda squadra di Rostov. Tuttavia la squadra fallì e così firmò un contratto con la seconda squadra della Lokomotiv Mosca. Inizia la stagione 2009-2010 nella squadra israeliana del Maccabi Ahi Nazareth, ma il 3 novembre 2009 annuncia il suo secondo e definitivo ritiro dal calcio giocato.

### Nazionale
Ha esordito con la Nazionale russa il 26 aprile 2000 nell'amichevole vinta 2-0 contro gli Stati Uniti.
Ha collezionato complessivamente 24 presenze con la selezione degli orsi, con cui ha disputato (da titolare) i Mondiali del 2002.

## Dopo il ritiro
Al termine della carriera da calciatore ha intrapreso, con discreto successo, la carriera di disc jockey.

## Statistiche

### Cronologia presenze e reti in nazionale
| Cronologia completa delle presenze e delle reti in nazionale ― Russia | Cronologia completa delle presenze e delle reti in nazionale ― Russia | Cronologia completa delle presenze e delle reti in nazionale ― Russia | Cronologia completa delle presenze e delle reti in nazionale ― Russia | Cronologia completa delle presenze e delle reti in nazionale ― Russia | Cronologia completa delle presenze e delle reti in nazionale ― Russia | Cronologia completa delle presenze e delle reti in nazionale ― Russia | Cronologia completa delle presenze e delle reti in nazionale ― Russia |
| Data                                                                  | Città                                                                 | In casa                                                               | Risultato                                                             | Ospiti                                                                | Competizione                                                          | Reti                                                                  | Note                                                                  |
| --------------------------------------------------------------------- | --------------------------------------------------------------------- | --------------------------------------------------------------------- | --------------------------------------------------------------------- | --------------------------------------------------------------------- | --------------------------------------------------------------------- | --------------------------------------------------------------------- | --------------------------------------------------------------------- |
| 26-4-2000                                                             | Mosca                                                                 | Russia                                                                | 2 – 0                                                                 | Stati Uniti                                                           | Amichevole                                                            | -                                                                     |                                                                       |
| 4-6-2000                                                              | Chișinău                                                              | Moldavia                                                              | 0 – 1                                                                 | Russia                                                                | Amichevole                                                            | -                                                                     |                                                                       |
| 16-8-2000                                                             | Mosca                                                                 | Russia                                                                | 1 – 0                                                                 | Israele                                                               | Amichevole                                                            | -                                                                     |                                                                       |
| 2-9-2000                                                              | Zurigo                                                                | Svizzera                                                              | 0 – 1                                                                 | Russia                                                                | Qual. Mondiali 2002                                                   | -                                                                     |                                                                       |
| 11-10-2000                                                            | Mosca                                                                 | Russia                                                                | 3 – 0                                                                 | Lussemburgo                                                           | Qual. Mondiali 2002                                                   | -                                                                     |                                                                       |
| 28-2-2001                                                             | Heraklion                                                             | Grecia                                                                | 3 – 3                                                                 | Russia                                                                | Amichevole                                                            | -3                                                                    |                                                                       |
| 24-3-2001                                                             | Mosca                                                                 | Russia                                                                | 1 – 1                                                                 | Slovenia                                                              | Qual. Mondiali 2002                                                   | -1                                                                    |                                                                       |
| 28-3-2001                                                             | Mosca                                                                 | Russia                                                                | 1 – 0                                                                 | Fær Øer                                                               | Qual. Mondiali 2002                                                   | -                                                                     |                                                                       |
| 25-4-2001                                                             | Belgrado                                                              | Jugoslavia                                                            | 0 – 1                                                                 | Russia                                                                | Qual. Mondiali 2002                                                   | -                                                                     |                                                                       |
| 2-6-2001                                                              | Mosca                                                                 | Russia                                                                | 1 – 1                                                                 | Jugoslavia                                                            | Qual. Mondiali 2002                                                   | -1                                                                    |                                                                       |
| 6-6-2001                                                              | Lussemburgo                                                           | Lussemburgo                                                           | 1 – 2                                                                 | Russia                                                                | Qual. Mondiali 2002                                                   | -1                                                                    |                                                                       |
| 1-9-2001                                                              | Lubiana                                                               | Slovenia                                                              | 2 – 1                                                                 | Russia                                                                | Qual. Mondiali 2002                                                   | -2                                                                    |                                                                       |
| 5-9-2001                                                              | Tórshavn                                                              | Fær Øer                                                               | 0 – 3                                                                 | Russia                                                                | Qual. Mondiali 2002                                                   | -                                                                     |                                                                       |
| 6-10-2001                                                             | Mosca                                                                 | Russia                                                                | 4 – 0                                                                 | Svizzera                                                              | Qual. Mondiali 2002                                                   | -                                                                     |                                                                       |
| 14-11-2001                                                            | Riga                                                                  | Lettonia                                                              | 1 – 3                                                                 | Russia                                                                | Amichevole                                                            | -                                                                     | 83’                                                                   |
| 13-2-2002                                                             | Dublino                                                               | Irlanda                                                               | 2 – 0                                                                 | Russia                                                                | Amichevole                                                            | -2                                                                    |                                                                       |
| 27-3-2002                                                             | Tallinn                                                               | Estonia                                                               | 2 – 1                                                                 | Russia                                                                | Amichevole                                                            | -1                                                                    | 46’                                                                   |
| 17-4-2002                                                             | Saint-Denis                                                           | Francia                                                               | 0 – 0                                                                 | Russia                                                                | Amichevole                                                            | -                                                                     |                                                                       |
| 17-5-2002                                                             | Mosca                                                                 | Russia                                                                | 1 – 1 dts (4 – 5 dtr)                                                 | Bielorussia                                                           | LG Cup 2002 (Russia) - Semifinale                                     | -1                                                                    |                                                                       |
| 19-5-2002                                                             | Mosca                                                                 | Russia                                                                | 1 – 1 dts (5 – 6 dtr)                                                 | Jugoslavia                                                            | LG Cup 2002 (Russia) - Finale 3º posto                                | -1                                                                    |                                                                       |
| 5-6-2002                                                              | Kōbe                                                                  | Russia                                                                | 2 – 0                                                                 | Tunisia                                                               | Mondiali 2002 - 1º turno                                              | -                                                                     |                                                                       |
| 9-6-2002                                                              | Yokohama                                                              | Giappone                                                              | 1 – 0                                                                 | Russia                                                                | Mondiali 2002 - 1º turno                                              | -1                                                                    |                                                                       |
| 14-6-2002                                                             | Shizuoka                                                              | Belgio                                                                | 3 – 2                                                                 | Russia                                                                | Mondiali 2002 - 1º turno                                              | -3                                                                    |                                                                       |
| 21-8-2002                                                             | Mosca                                                                 | Russia                                                                | 1 – 1                                                                 | Svezia                                                                | Amichevole                                                            | -1                                                                    | 46’                                                                   |
| Totale                                                                |                                                                       | Presenze                                                              | 24                                                                    |                                                                       | Reti                                                                  | -18                                                                   |                                                                       |

## Palmarès

### Club
- Campionato russo: 3

Spartak Mosca: 1996, 1997
Lokomotiv Mosca: 2004
- Coppa di Russia: 2

Lokomotiv Mosca: 1999-2000, 2000-2001

### Individuale
- Calciatore russo dell'anno: 1

2001